# Veckefjärden (naturreservat)
Veckefjärdens naturreservat ligger i Själevad, i Örnsköldsviks kommun dels i anslutning till Veckefjärdens golfbana, dels vid Moälvens utflöde i Veckefjärden.
Reservatet omfattar 63 hektar och avsattes 2007 som kommunalt naturreservat för att bevara en stadsnära lövskog med lundkaraktär.